# Guichainville
Guichainville ist eine französische Gemeinde mit 3077 Einwohnern (Stand 1. Januar 2022) im Département Eure in der Region Normandie. Die Ortschaft liegt unweit der archäologischen Fundstätte Gisacum.
Die Bewohner werden Guichainvillais und Guichainvillaises genannt.

## Geografie
Guichainville liegt in Nordfrankreich im Osten des Départements Eure, 85 Kilometer nordwestlich von Paris und 94 Kilometer südöstlich von Le Havre, 5,6 Kilometer südöstlich von Évreux, dem Sitz der Unterpräfektur des Arrondissements und des Kommunalverbands Évreux Portes de Normandie, auf einer mittleren Höhe von 138 Metern über dem Meeresspiegel. Die Mairie steht auf einer Höhe von 145 Metern. Nachbargemeinden von Guichainville sind Angerville-la-Campagne im Nordwesten, La Trinité im Osten, Prey im Südosten und Le Plessis-Grohan im Süden. Das Gemeindegebiet hat eine Fläche von 1523 Hektar.
In Guichainville gibt es insgesamt 52 von Menschen angelegte unterirdische Hohlräume, 23 davon sind Steinbrüche.
Die Gemeinde ist einer Klimazone des Typs Cfb (nach Köppen und Geiger) zugeordnet: Warmgemäßigtes Regenklima (C), vollfeucht (f), wärmster Monat unter 22 °C, mindestens vier Monate über 10 °C (b). Es herrscht Seeklima mit gemäßigtem Sommer.

## Geschichte
Im 19. Jahrhundert wurden in den Weilern Fumeçon und Buisson-Garembourg Reste des Aquädukts von Gisacum gefunden. In Fumeçon wurden außerdem Tegulae, Scherben von Keramik und ein As aus gallo-römischer Zeit (52 v. Chr. bis 486 n. Chr.) entdeckt. Bei Luftaufnahmen in den Jahren 1990 und 1991 wurden im Weiler Melleville Reste von Gebäuden und Spuren der Römerstraße von Évreux nach Dreux gefunden. Im Jahr 1996 wurden zur Vorbereitung von Straßenarbeiten an der Route nationale 154 weitere Luftaufnahmen gemacht, bei deren Auswertung Überbleibsel von Gebäuden aus dem 5. und 6. Jahrhundert im Lieu-dit Petite Dîme entdeckt wurden.
Der Ortsname wurde als Guichenvilla 1152 erstmals urkundlich erwähnt. 1223 findet die Ortschaft unter dem Namen Wichenvilla Erwähnung. Ernest Nègre listet den Ortsnamen als „nichtrömisch“ und zitiert Marie-Thérèse Morlet. Nach Morlet ist der Ortsname aus dem germanischen Namen Guichingus und Villa zusammengesetzt und bedeutete demnach ‚Landgut des Guichingus‘.
Das nach seinem damaligen Seigneur benannte Lehen Bérou wurde im 12. Jahrhundert erstmals urkundlich erwähnt. Es wechselte mehrfach den Besitzer, bis die Familie Damour in der Mitte des 17. Jahrhunderts das heutige Schloss Bérou erbauen ließ. Ein weiteres Lehen auf dem heutigen Gemeindegebiet von Guichainville war Le Buisson-Garembourg. Es handelte sich um ein Fief de Haubert, etwa ‚Lehen des Ringelpanzers‘. Diese Form des Lehens war im Feudalismus nur in der Normandie und der Bretagne üblich. Der Besitzer des Lehens wurde automatisch Ritter wenn er das Lehen erbte und 21 Jahre alt war und musste in der ländlichen Armee seines Herrn dienen. Der Ringelpanzer war in diesem Zusammenhang das Symbol des Rittertums. Wenn diese Lehen vererbt wurden, konnten sie in bis zu acht Teile geteilt werden. Le Buisson-Garembourg wurde 1215 erstmals urkundlich erwähnt. Es gehörte vom 13. bis 15. Jahrhundert der Familie Buisson.
1793 erhielt Guichainville im Zuge der Französischen Revolution (1789–1799) den Status einer Gemeinde und 1801 durch die Verwaltungsreform unter Napoleon Bonaparte das Recht auf kommunale Selbstverwaltung.
Bérou und Melleville wurden 1808 eingemeindet.
Nach der Ausrufung der Zweiten Französischen Republik im Februar 1848 wurde in Évreux am 13. März ein republikanischer Club (Club de l’Union démocratique) gegründet. In den folgenden Tagen entstand auch in Guichainville ein gleichartiger Club.

### Bevölkerungsentwicklung
| Jahr      | 1793 | 1821 | 1831 | 1856 | 1876 | 1906 | 1921 | 1946 | 1954 | 1968 | 1975 | 1982 | 1990 | 1999  | 2011 | 2017 |
| --------- | ---- | ---- | ---- | ---- | ---- | ---- | ---- | ---- | ---- | ---- | ---- | ---- | ---- | ----- | ---- | ---- |
| Einwohner | 252  | 281  | 420  | 477  | 397  | 353  | 303  | 450  | 518  | 693  | 1119 | 1388 | 2220 | 2.486 | 2556 | 2757 |

## Kultur und Sehenswürdigkeiten

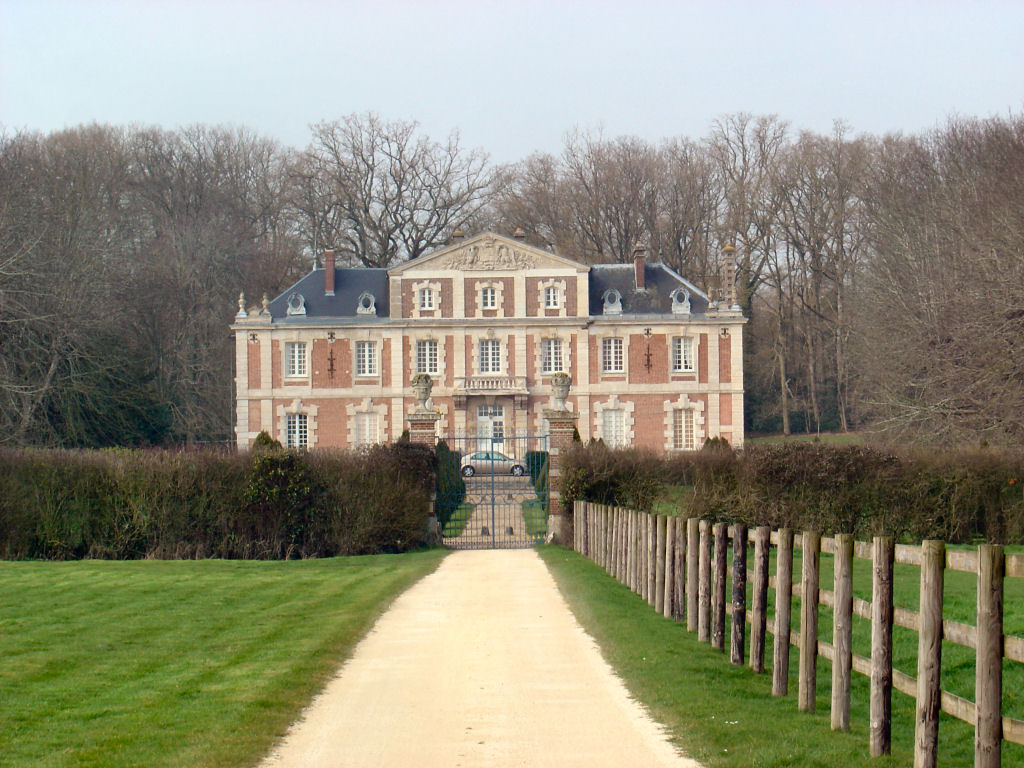
Schloss Buisson-Garembourg

Die Gemeinde erhielt 2022 die Auszeichnung „Zwei Blumen“, die vom Conseil national des villes et villages fleuris (CNVVF) im Rahmen des jährlichen Wettbewerbs der blumengeschmückten Städte und Dörfer verliehen wird.
Guichainville gehört zur römisch-katholischen Gemeinschaft Communauté de Guichainville, die Teil der Pfarrei Notre Dame du Grand Sud d’Evreux des Bistums Évreux ist. Der Hochaltar, das Tabernakel und drei steinerne Statuen auf dem Altar der Kirche Trois-Maries (‚Drei heilige Frauen‘) stammen aus dem 18. Jahrhundert und wurden 1971 als historische Denkmale klassifiziert. Zwei Gemälde aus dem 16. Jahrhundert, auf denen verschiedene Heilige dargestellt sind, stehen ebenfalls unter Denkmalschutz. Die Kirche wurde gegen Ende des 15. oder zu Beginn des 16. Jahrhunderts erbaut. Der Chor wurde im 19. Jahrhundert errichtet. Die Fenster stammen aus dem 16. Jahrhundert.
Das Schloss Buisson-Garembourg wurde im 17. Jahrhundert erbaut. In den Jahren 1785 bis 1788 wurde es restauriert, nachdem es lange unbewohnt war. Ganzjährig bewohnt wurde das Schloss erst wieder von 1830 bis 1925. Danach wurden die Ländereien verkauft und zerstückelt. Die Dekoration der Räume des Schlosses ist im Stil des Louis-seize gehalten. Die Fassade wurde 1864 erneuert, sie wurde dabei stark verändert. Zu dem Schloss gehört eine seigneuriale Kapelle und ein seigneurialer Taubenturm.

## Wirtschaft und Infrastruktur

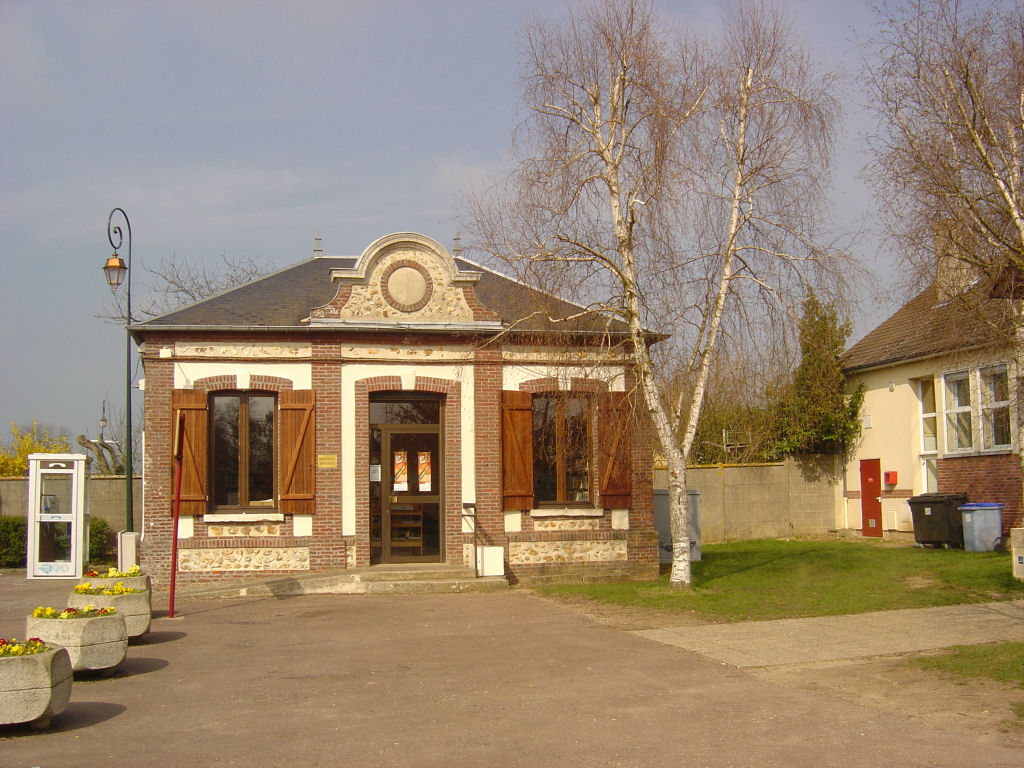
Bibliothek in der ehemaligen Mairie

Es gibt eine Vorschule, eine Grundschule und eine Bibliothek in der Gemeinde.
Der nächstgelegene Bahnhof ist der 5,2 Kilometer entfernte Bahnhof Évreux. Der nächste Flughafen ist der Flughafen Rouen in Boos. Er liegt 45,1 Kilometer entfernt.
Auf dem Gemeindegebiet gelten geschützte geographische Angaben (IGP) für Schweinefleisch (Porc de Normandie), Geflügel (Volailles de Normandie) und Cidre (Cidre de Normandie und Cidre normand).